# ジュニア・プロフェッショナル・オフィサー
ジュニア・プロフェッショナル・オフィサー (Junior Professional Officer, JPO) は、国際機関と各国政府の取り決めに基づき、一定期間、各国から国際機関に派遣される非正規の専門職員である。機関によっては、かつて日本でも用いられていたアソシエート・エキスパート (Associate Expert, AE) という名称のほか、アソシエート・プロフェッショナル・オフィサー (Associate Professional Officer, APO) という名称を用いているものもある。

## 概要
正規の国際公務員を志望する若者に、国際機関での勤務の機会を与えることにより、国際公務員に必要とされる経験と知見を養うことを目的としている。
この制度で採用された職員は、一定期間（日本の場合、2年間）、国際機関で職員として勤務する。勤務先は、国際機関の本部ではなく、各国に所在する現地事務所である。給与はP2レベルで、各国政府の拠出により、まかなわれる。
期間終了後は自動的に正規職員となることが保証されておらず、正規職員となるためには、通常と同様に各国際機関のポスト募集に応募し、採用されなければならない。
応募資格は機関によって異なるが、おおむね以下の条件が課されている。
- 修士号を有し2年以上の関連する職務経験がある、または、博士号を有する。
- 応募時の年齢が35歳以下である（32歳以下の機関や、下限を設けている機関もある）。

## 日本のJPO
日本については、国際機関への拠出金に比して職員数が少ないことが問題とされており（いわゆる、アンダーレプ (under represented)）、JPOは日本人職員の増加を促進する役割を担ってきたとされてきた。しかし、いわゆる国際機関における日本人JPOの残留率は4割前後と、決して高い水準にあるとは言いがたい。限りある財源を効率よく使い、国際社会における日本のプレゼンスを高めるためにもさらなる制度改善がなされる必要があり、さる行政刷新会議における仕分け作業の場においても、様々な角度から新たな論点・問題点が指摘されたところである。
日本は、以下の国際機関とJPO派遣の取り決めを結んでいる。
- 国際連合開発計画 (UNDP)
- 国際連合児童基金 (UNICEF)
- 国際連合難民高等弁務官事務所 (UNHCR)
- 国際連合世界食糧計画 (WFP)
- 国際連合環境計画 (UNEP)
- 国際連合人口基金 (UNFPA)
- 国際労働機関 (ILO)
- 国際連合食糧農業機関 (FAO)
- 国際連合教育科学文化機関 (UNESCO)

2008年の場合、JPOプログラムには294名が応募し、第1次審査（書面審査および語学審査）の合格者は95名、第2次審査（面接審査）に合格した最終合格者は37名であった。なお、合格者の大半は女性である。